# Tørklæde
Et tørklæde er et stykke stof til at binde om halsen, håret eller hovedet. Tørklædet kan holde varmen, pynte eller tildække kvinders hår af æstetiske, traditionsmæssige, moralske eller religiøse grunde.

## Historie
I Danmark var tørklædet til sent i det 20. århundrede hyppigt anvendt af kvinder især på landet til at beskytte håret.

## Religiøs hovedbeklædning
I mange muslimske, jødiske og konservative kristne grupper skal kvinder tildække håret. Det muslimske tørklæde kaldes hijab. Rituel tildækning af mænds isser ses i jødedommen med hovedbeklædningen kippah'en

## Moderne brug
I 1960'erne kom en moderne version af tørklædet på mode promoveret af Brigitte Bardot og Vivi Bak. Kvinder med tørklæde og lårkort var en del af gadebilledet.

## Spejdertørklæde
Spejdernes tørklæde er inspireret af det britiske kavaleris halstørklæde og Robert Baden-Powells venskab med kavaleristen Frederick Russell Burnham. Baden-Powell skriver i sin bog Scouting for Boys, at tørklædet bør bæres med stolthed for at vise samhørighed mellem spejdere internationalt, men også at det har tusinde forskellige praktiske anvendelser.

## Galleri
- Khars, Tyrkiet.